# Прапор Міссурі
Прапор Міссурі (англ. Flag of Missouri) — один з державних символів американського штату Міссурі. Прапор був розроблений і виготовлений в Джексоні Мері Елізабет Воткінс Олівер, дружиною колишнього сенатора штату Р. Б. Олівера. Прапор був прийнятий в 1913 році і залишається незмінним до цього дня.
Прапор являє собою прямокутне полотнище, розділене на три рівновеликі горизонтальні смуги червоного, білого і синього кольорів. У центрі білої смуги — емблема Міссурі облямована синім колом, в який вписано 24 білих зірки.
Синя смуга символізує доблесть, біла — чистоту, червона — пильність і правосуддя. Також ці кольори вказують на прапор Франції, оскільки раніше штат Міссурі був частиною  французької території Луїзіана. 24 зірки символізують штат Міссурі, що як 24-й штат увійшов до складу США.
У 1861-1865 роках, під час  Громадянської війни, прапором штату було синє полотнище з печаткою штату, виконаною золотим кольором, в центрі полотнища.